# Deutscher Bauernbund (1909–1927)
Der Deutsche Bauernbund war eine Interessensvertretung von Landwirten, die von 1909 bis 1927 bestand und zeitweise auch als Partei auftrat.
Er zerfiel später in den Reichs-Landbund (RLB) und die Deutsche Bauernschaft. Als Partei bestand er noch bis 1933.
Mit dem Deutschen Bauernbund (1885–1893) und dem gegenwärtigen Deutschen Bauernbund e.V. bestand kein Zusammenhang.

## Geschichte
Der Verein richtete sich gegen den Bund der Landwirte, der unter dem Einfluss des Großgrundbesitzes stand. Er stand den Nationalliberalen, nach 1919 der Deutschen Demokratischen Partei (DDP) nahe. Er verstand sich als bäuerliche Entsprechung zum Hansabund für Gewerbe, Handel und Industrie (HB).
Der Deutsche Bauernbund entstand unter dem Eindruck des Kampfes um die Reichsfinanzreform sowie einseitiger Wahrnehmung des Großgrundbesitzes durch den Bund der Landwirte gegenüber dem bäuerlichen Grundbesitz. Er fand seine Anhänger vornehmlich bei den nationalliberalen Bauern des Nordwesten Deutschlands, aber auch bei den bäuerlichen Ansiedlern Ostelbiens, die ihre Interessen durch den Bund der Landwirte zugunsten des Großgrundbesitzes zurückgesetzt empfanden. Darin lag eine Bedrohung der eigentlichen Herrschaftsdomäne der Deutschkonservativen Partei im Osten der preußischen Monarchie.
Eine beachtliche Stärkung erfuhr der Deutsche Bauernbund durch den Beitritt regionaler Bauernverbände, wie des Fränkischen Bauernbundes 1910 und des Sächsischen Bauernbundes 1913.
Die Mitgliedschaft rekrutierte sich in der Hauptsache aus Klein- und Mittelbauern, schloss aber auch Großbauern und Rittergutsbesitzer nicht aus. Außerordentlich gute Beziehungen unterhielt der Deutsche Bauernbund zur Nationalliberalen Partei und dem Hansabund. Während das Zentrum eine abwartende Haltung einnahm, wurde der Deutsche Bauernbund von Anfang an von der Deutschkonservativen Partei und vor allem vom Bund der Landwirte heftig bekämpft.
Wie in der Innenpolitik folgte der Deutsche Bauernbund auch in der Außenpolitik in den wesentlichen Fragen der Nationalliberalen Partei. So unterstützte der Deutsche Bauernbund auch deren Kandidaten bei den Wahlen. Dafür trugen der Hansabund und die Nationalliberale Partei das jährliche Defizit des Deutschen Bauernbundes. 1917 kam es zu einer Annäherung zwischen dem Deutschen Bauernbund und der linksliberalen Fortschrittlichen Volkspartei (FVP).
Nach der Novemberrevolution stellte sich der Deutsche Bauernbund sofort auf den Boden der Republik und orientierte sich jetzt auf den äußersten linken Flügel der bürgerlichen Parteien. Bis auf wenige Ausnahmen traten die ehemals nationalliberalen Führer des Deutschen Bauernbundes in die DDP über. Dafür erhielt er beachtliche finanzielle Unterstützung. Bei der Sitzung des Geschäftsführenden Ausschusses der DDP vom 5. Dezember 1918 wurden ihm 200.000 Mark bewilligt.
Für die Wahlen zur Weimarer Nationalversammlung 1919 und zum Deutschen Reichstag 1920 gab es ein offizielles Wahlbündnis zwischen dem Deutschen Bauernbund und der DDP. Böhme trat schon 1920 für eine Koalition der DDP mit der DVP ein und wies bei dieser Gelegenheit darauf hin, „daß der Bauernbund sich angesichts der Alternative Deutsche Volkspartei oder Sozialdemokratie immer für die Volkspartei entscheiden würde. […] An dem Tage, an dem im Reiche oder in einem Bundesstaat der Versuch gemacht werden sollte, ein Verhältnis zwischen Deutscher Demokratischer Partei und Unabhängigen herzustellen, würde der Bauernbund seine Beziehungen zur Demokratischen Partei abzubrechen. Es wäre wünschenswert, die Mehrheitssozialdemokratie bei der Koalition zu halten, weil im allgemeinen heute gegen die Massen regiert werden muß. Aber gerade deshalb ist der Zusammenschluss mit der Deutschen Volkspartei nötig, und zwar ein solcher, der sich nach den Wahlen vielleicht auch noch auf Teile der Deutschnationalen Volkspartei ausdehnen wird.“ Der Parteivorstand der DDP lehnte jedoch auf seiner Sitzung vom 3. Dezember 1920, in Verhandlungen über eine Fusion mit der DVP einzutreten, ab.
Auf der Vorstandssitzung der DDP vom 22. Januar 1922 berichtete Böhme von einer Ausschusssitzung des Deutschen Bauernbundes und betonte, dass man dort die Verdienste der DDP um die Landwirtschaft durchaus anerkenne, die Gesamtsituation der Partei aber als aussichtslos betrachte. „Wir stehen ihr gegenüber wie einem anständigen Kerl, der uns gute Dienste geleistet hat, der nun aber hoffnungslos lungenkrank ist.“ Böhme bestritt, dass ein Beschluss über den Übergang zur DVP gefasst worden sei. Er schilderte die Stimmung in landwirtschaftlichen Kreisen, wo man der Partei politische Halbheit vorwerfe. Böhme empfahl die schleunige Fusion mit der DVP, auf dem Lande verlange alles nach der „großen liberalen Partei“. Theodor Tantzen erwiderte, eine Wirtschaftsorganisation dürfe nicht zu großen Einfluss auf eine Partei gewinnen, darin liege ein zersetzendes Element. Die DDP müsse endlich klar darlegen, worin ihre Anhänger einig seien. Wilhelm Cohnstaedt bezeichnete die Agitation des Deutschen Bauernbundes als schwer verträglich mit dem Parteiinteresse.
Unter der Losung „Ein freies Landvolk auf eigener Scholle“ forderte der Deutsche Bauernbund die Beseitigung der Fideikommisse, Patronate und aller sonstigen Vorrechte des Großgrundbesitzes, Aufhebung der Gutsbezirke, Landvergabe aus staatlichem und privatem Großgrundbesitz zu mäßigen Preisen für Ansiedlung, Nutzbarmachung der großen Staats- und Privatforste für Zwecke der Allgemeinheit, volkstümliche Ausgestaltung der ländlichen Verwaltung und demokratisches Wahlrecht für alle ländlichen Selbstverwaltungskörper. Die Vorstellung vom „Erwerb der eigenen Scholle“ und einem „Aufstieg in die Klasse der Besitzenden“ konnte die Landarbeiter in Kleinbesitzer verwandeln und somit gegen den Klassenkampf immunisieren.
In der Weimarer Republik war der Deutsche Bauernbund mit Hilfe der Deutschen Demokratischen Partei (DDP) bestrebt, seinen Einfluss im Parlament zu vergrößern, um so besser sowohl gegen den wirtschaftlichen und politischen Einfluss des Großgrundbesitzes als auch gegen die revolutionäre Bewegung auf dem Lande ankämpfen zu können. Als die DDP ihren Einfluss verlor und außerdem gegen die Schutzzölle auftrat, lehnte sich die Führung des Deutschen Bauernbundes nach 1924 an die Deutsche Volkspartei (DVP) an.
Mitte Oktober 1924 wurde zweierlei klar: Die Minister der DVP wollten keiner Regierung angehören, der nicht auch Deutschnationale beitraten. Andererseits: Die DDP gab eine endgültige Absage an den „Bürgerblock“. So löste der Reichspräsident am 20. Oktober 1924 den Reichstag auf. Außer Böhme vom Deutschen Bauernbund traten sechs weitere prominente Mitglieder aus der DDP aus: Gerland, Schiffer, Keinath, Grund, Dominicus und von Siemens. Von den sieben ausgetretenen Abgeordneten hatten fünf früher der Nationalliberalen Partei angehört. Wachhorst de Wente entschuldigte seinen Bauernbundkollegen Böhme auf der DDP-Vorstandssitzung:

„Sein Ausscheiden hatte auch materielle Gründe. Er brauchte als Geschäftsführer des kleinen agrarischen Verbandes die Subventionen, die in genügender Höhe nur noch von der DVP kommen konnten. […] Was mich selbst betrifft, der ich der Gründer des Bauernbundes war und auch heute noch Mitglied des Präsidiums bin, so muß ich sagen, daß ich innerlich zur Demokratie ganz anders eingestellt gewesen bin und noch bin als Dr. Böhme. […] Was den Deutschen Bauernbund angeht, so handelt es sich um eine Organisation, die nicht einer Partei verpflichtet ist. Bei der Gründung des Bauernbundes haben wir den Fehler gemacht, daß wir uns zu eng an die Nationalliberalen angeschlossen haben. Alle wirtschaftlichen Verbände sind überparteilich. Genauso ist das heute bei dem Deutschen Bauernbund der Fall. Der Bund als solcher wird die Demokratische Partei nicht bekämpfen, obwohl ich es nicht für unmöglich halte, daß er einzelne demokratische Abgeordnete bekämpft, die andere wirtschaftliche Überzeugungen haben. Er wird aber nicht alle Kandidaten der DDP, sofern sie nicht geradezu im Gegensatz zu ihm stehen, bekämpfen.“

Seit der Einführung der Rentenmark bemühte sich der Deutsche Bauernbund verstärkt um die Durchsetzung einer den Klein- und Mittelbesitz ökonomisch festigenden Landwirtschaftspolitik. Neben Getreideschutzzöllen forderte er solche auch für die tierische Produktion und setzte sich für größere Steuergerechtigkeit ein. 1925 gründete er die „Deutsche Bauernkasse“, um angesichts der den Großgrundbesitz bevorzugenden staatlichen Kreditpolitik auch den bäuerlichen Betrieben die Möglichkeit zu eröffnen, mit der Intensivierungs- und Mechanisierungswelle Schritt zu halten.
1927 zerfiel der Deutsche Bauernbund unter dem Druck der Agrarkrise, als ein Viertel seiner Mitglieder zum Reichs-Landbund (RLB) übertrat und der Restverband zusammen mit dem Reichsverband landwirtschaftlicher Klein- und Mittelbetriebe und dem Bayerischen Bauernbund in der Deutschen Bauernschaft aufging (Anfang April 1927).

### Führung
- 1. Vorsitzender (1909–1927): Friedrich Wachhorst de Wente (1863–1939), Hofbesitzer zu Groß-Mimmelage, lutherisch; Realgymnasium in Quakenbrück; 1907 bis 1912 und 1914 bis 1918 Mitglied des Reichstages für die Nationalliberale Partei, 1919–1920 Mitglied der Weimarer Nationalversammlung für die DDP, MdL-Preußen 1913 bis 18 und 1922 bis 1932 (Nationalliberale Partei, DDP und Deutsche Staatspartei); Vorsitzender des geschäftsführenden Ausschusses der Deutschen Bauernschaft.
- Hauptamtlicher Geschäftsführer des Deutschen Bauernbundes (1909–1926): Karl Böhme (1877–1940), evangelisch; Studium von Geschichte und Volkswirtschaft in Straßburg, Leipzig und Berlin, 1901 Promotion in Berlin, dann praktische Tätigkeit in sozialen und Berufsorganisationen; 1907–1912 Mitglied des Reichstages für die Deutschsoziale Partei, 1913 bis 1918 für die Nationalliberale Partei, 1919 bis 1924 für die DDP, bis Dezember 1924 für die DVP. Von 1919 bis zu seinem Austritt im Oktober 1924 gehörte er dem Vorstand der DDP an. Literarische Tätigkeit über Handels- und Agrarpolitik. Nach 1933 Emigration nach Brasilien.
- Schriftleiter des Organs „Deutscher Bauernbund“: Michael Meyer (1881–1935), Ökonomierat.

Mitglieder:
- 20.000 (1909)
- 41.000 (1912)
- 50.000 (1914)
- 20.000 (1924)
- 19.000 (1927)

### Der Deutsche Bauernbund als Partei
Mit der Aufnahme des Fränkischen Bundes der Landwirte erlebte der Deutsche Bauernbund nicht nur einen erheblichen Mitgliederzuwachs, sondern übernahm auch dessen Selbstverständnis, als Partei aufzutreten.
Der Fränkische Bund der Landwirte wurde bereits im April 1893 gegründet. 1895 beteiligte er sich beim Zusammenschluss zum Bayerischen Bauernbund. Die zwischen den einzelnen Bünden bestehenden Gegensätze – zum Beispiel eine kleinbäuerlich-demokratische Tendenz im Bund niederbayerischer Landwirte und eine mittel- bis großbäuerlich-nationalliberale Strömung im Fränkischen Bund – konnten auch nicht durch die Gründung des Bayerischen Bauernbundes überwunden werden. Am Ausgang des 19. Jahrhunderts waren die einzelnen Gruppen im Bayerischen Bauernbund völlig in sich zerstritten. Erst der Versuch des Bundes der Landwirte in Bayern politisch Fuß zu fassen, führte zu der Einigungsversammlung des Bayerischen Bauernbundes, die am 3. November 1900 in Würzburg stattfand.
Das Ganze bildete mehr eine Arbeitsgemeinschaft landschaftlicher Einzelbünde als eine einheitliche Partei. Die Geschlossenheit litt neben den dauernden inneren Auseinandersetzungen an der Agitation des Zentrums vermittels der Christlichen Bauernvereine, den Erfolgen des besser organisierten Bundes der Landwirte sowie in den (vergeblichen) Versuchen, auch den Mittelstand zu gewinnen. Die Geschichte des Bayerischen Bauernbundes war eine Kette immer neuer Auseinandersetzungen zwischen seinen verschiedenen landschaftlichen Zweigen, in dem die politisch radikaleren Niederbayern den gemäßigteren Franken und Schwaben gegenüberstanden, sowie zwischen den meist eigenwilligen führenden Persönlichkeiten im Bauernbund. Zeit seines Bestehens war der Bayerische Bauernbund geprägt von innerparteilichen Auseinandersetzungen zwischen einem gemäßigten und einem linken, radikaleren Flügel.
Darum ging 1910, der Fränkische Bauernbund zu seinem größeren Teil in den Deutschen Bauernbund über, während der Rest sich dem Bund der Landwirte anschloss.